# Františka Strouhalová
Františka Strouhalová (14. června 1926 - ???) byla česká a československá politička a poúnorová bezpartijní poslankyně Národního shromáždění ČSSR.

## Biografie
Ve volbách roku 1960 byla zvolena do Národního shromáždění ČSSR za Severomoravský kraj jako bezpartijní kandidátka. V Národním shromáždění zasedala až do konce volebního období parlamentu, tedy do voleb v roce 1964.